# Ǫ
Der Buchstabe Ǫ (kleingeschrieben ǫ) ist ein Buchstabe des lateinischen Schriftsystems, bestehend aus einem O mit Ogonek. 
Im Navajo und Apache stellt er ein nasaliertes O dar.

Er wird auch zur Darstellung zahlreicher ausgestorbener Sprachen wie das Altnordische oder das urslawische Nasal Jus verwendet.
 
Außerdem verwendet das Library of Congress den Buchstaben zur Transliteration der laotischen Schrift.

## Darstellung auf dem Computer
Unicode enthält das O mit Ogonek an den Codepunkten U+01EA (Großbuchstabe) und U+01EB (Kleinbuchstabe).